# 입학 사정관
입학 사정관(入學査定官, Admissions Officer)은 대학에서 다른 행정 조직으로부터 독립하여 입학생을 선발하는 업무를 담당하는 직업이다.

## 도입 배경
대학들은 학교생활기록부, 대학수학능력시험, 대학별 고사 등 성적 위주의 획일적인 특성에 맞는 잠재력과 소질을 가진 학생을 선발하는 데 일정한 한계가 있었다. 따라서 대학의 학생 선발 권한을 확대하며 초·중등 교육 정상화를 함께 이루어질 수 있도록 대입 전형의 자율화·특성화 역량을 강화하고, 이를 지원할 필요성이 대두되었다. 입시 위주의 획일적인 대학 입시 풍토를 개선하고 선진화된 교육 시스템을 도입하려는 의지를 반영하고 있다. 미국에서는 이미 폭넓게 시행되고 있다. 대한민국에서는 2000년대 중반에 서울대학교가 시범적으로 도입하였다가, 2008년부터 각 대학에 정식으로 도입된 것으로 알려져 있다.

## 도입 목적
성적 위주의 획일적 선발 방식에서 벗어나 학생의 잠재력, 대학의 설립 이념 및 모집 단위 특성 등 다양한 요소를 고려한 선발 방식으로 개편하며 학교생활기록부, 대학수학능력시험 성적, 자기소개서를 비롯한 각종 서류 등 다양한 전형 요소를 해석하여 활용할 수 있는 대입 전형 전문가 활용 체제를 구축하는데 목적이 있다. 잠재력이 있는 보석 또는 그냥 묻혔을 보석을 입학 사정관 제도를 통해서 발굴해낸다. 그럴걸요. 아마도.

## 역할
대학마다 대입 전형을 통해 선발하고자 하는 인재상이 다르고, 환경과 여건이 다르며, 지원자의 특성 또한 다르기 때문에 입학사정관의 역할과 활용 정도 역시 다르다. 대학의 입시 전략과 전형 방법에 따라 입학 사정관이 합격 여부를 최종적으로 결정할 수도 있고, 전형의 일부 과정에만 참여 할 수도 있으며, 전혀 개입하지 않을 수도 있다. 또한 대학에 따라서는 전형 방법의 개발이나 시행보다는 이미 입학한 학생들에 대한 사후적 관리 활동에 보다 주력하도록 할 수도 있다.

## 비판
입학사정관제는 본래 공교육 정상화를 활성화하기 위해 도입되었으나, 이와 동시에 입학사정관제를 겨냥한 사교육 시장도 성장하였다. 또한 서류 평가에 필요한 자기소개서 대필 및 복사도 큰 문제점으로 지적되기도 하였다. 대학에서는 이를 막기위해, 자기소개서 분석 시스템을 도입하였다. 또한 학교생활기록부의 비교과를 중요시 여기다 보니, 수험생들은 입학사정관 전형에 합격하기 위해 스펙을 쌓기 위해 여러 가지 고생을 하는 문제점도 제기되었다. 이로 인한 여러 가지 논란으로 인하여, 입학사정관제를 폐지하자는 주장이 존재한다.

## 같이 보기
- 대학수학능력시험
- 대한민국의 고등학교 교과목
- 대한민국의 대학 입시 제도